# Цинк, Ольга Петровна
Ольга Петровна Цинк (род. 17 апреля 1971 года, Омск, СССР) — российская актриса театра и кино. Заслуженный артист Российской Федерации (2005).

## Профессиональный путь
Закончила новосибирское театральное училище в 1993 году (мастерская Л. Б. Борисовой). Сразу после окончания была принята в труппу Новосибирского молодёжного театра «Глобус». Неоспоримая грань творческой индивидуальности актрисы — комедийность, пожалуй, впервые ярко раскрылась в образе Жрицы Эриты («Забыть Герострата!» Г. Горин).
Настоящим событием стала роль Сильвии в спектакле «Двойное непостоянство» П. Мариво в постановке Дмитрия Чернякова. Диапазон игры актрисы в этом спектакле был необычайно широк — от непосредственности, комизма, свободы открытого проявления чувств до крайнего выражения жестокости. Спектакль был отмечен премиями. сыгран 161 раз (стал рекордсменом по количеству показов).
- в 2008 году окончила Новосибирский Государственный Театральный Институт (курс Сергея Каргина).

С 2012 года Ольга Цинк живёт и работает в Москве.

## Награды
2003 году на международном театральном фестивале «Радуга» (Санкт-Петербург) приз в номинации «Лучший актерский дуэт» за спектакль «Двойное непостоянство».
В 2004 году Лауреат премии «Золотая Маска» в номинации «лучшая женская роль», за роль Сильвии в спектакле «Двойное непостоянство» — «Специальный приз жюри».
В 2005 году присвоено звание «Заслуженная артистка Российской Федерации».

## Роли в Новосибирском Театре «Глобус»
- 2011г — «Братишки», реж. А. Крикливый — Миссис Поттер
- 2010г — «Возвращение», реж Олег Юмов — Любовь Васильевна
- 2010г — «Снежная королева», реж. Ю. Катаев — Снежная королева
- 2009г — «Шукшин. Про жизнь», реж Вл. Гурфинкель — Марья
- 2008г — «Чума на оба ваши дома», реж. Вл. Гурфинкель — Синьора Капулетти
- 2007г — «Женитьба», реж. Нина Чусова — Агафья Тихоновна
- 2006г — «Дама с камелиями», реж. А. Крикливый — Прюданс
- 2006г — «Mutter», реж. Лена Невежина — девочка-смерть
- 2004г — «Ю», реж. А. Крикливый — Сестра
- 2004г — «Господин Кольперт», реж. Роман Козак — Сара Дреэр
- 2004г — «Монарх», реж. И. Лысов — Анна Болейн
- 2004г — «Белая овца», реж. Лена Невежина — Марина Мазер
- 2003г — «Вишнёвый сад», реж. И. Лысов — Раневская
- 2003г — «Женитьба Фигаро», реж. А. Галибин — Фаншетта
- 2002г — «Двойное непостоянство», реж. Д. Черняков — Сильвия
- 2001г — «Маркиза де Сад», реж. И. Лысов — Шарлотта
- 2001г — «Волшебный уголёк», реж. С. Каргин — Алёнушка
- 2001г — «Бабьи сплетни», реж. Вл. Туманов — Донна Сгуальда
- 2000г — «Двенадцать месяцев», реж. С. Каргин — Дочка
- 2000г — « Синяя птица», реж. Вл. Богатырев — Вода
- 1999г — «Царь Максимилиан». реж. А. Галибин — народные сцены
- 1998г — «Каменный гость», реж. В. М. Фильштинский — Лаура
- 1997г — «Жадов и другие», реж. В. М. Фильштинский — Юленька
- 1996г — «Вишнёвый сад», реж. В. Гульченко — Аня
- 1995г — «Преступная мать или второй Тартюф», реж. Б. Морозов — Флорестина
- 1995г — «Прощальная гастроль князя К», реж. А. Морозов — Фелисата Герасимовна
- 1995г — «Эквус», реж. А. Урбанович — молодая лошадь
- 1995г — «Забыть Герострата», реж. Е. Калашник — Эрита
- 1995г — «Щелкунчик», реж. Гр. Гоберник — кукла
- 1994г — «Театральный роман», реж. А. Урбанович — Ничья жена
- 1993г — «Айболит и Бармалей», реж. Гр. Гоберник — бабочка

### Роли в театрах Москвы
- 2013г — «Укрощение строптивой», реж. Роман Феодори., Государственный театр Наций — Бьянка
- 2012г — «Актрисы», реж. Видас Барейкис, Центр имени Вс. Мейерхольда — Нянька

## Фильмография
- 2023 год — «Раневская» — Милка, мама Фаины
- 2020 год — «Старые кадры» — Зинаида, медсестра
- 2015 год — «А у нас во дворе...» — Галя
- 2014 год — «Неженская игра» реж. В. Донсков — Галия
- 2014 год — «Небо падших», реж. В. Донсков — участница кастинга
- 2013 год — «Москва. Три вокзала», реж. М. Илюхин — Валери
- 2012 год — «Белый тигр» реж. К. Шахназаров — врач в госпитале
- 2012 год — «Рыбалка» коротк. метр, реж. Р. Дэф — Света-Вера-Лена
- 2012 год — «Развод» сериал, реж. В. Сторожева — министерская тётка
- 2009 год — «Идиотка», реж. С. Афанасьев — Ольга Михайловна